# Saison 1995-1996 du Racing Club de Lens
Chronologie
Saison précédente Saison suivante
La saison 1995-1996 du Racing Club de Lens, cinquième consécutive du club en première division, a vu l'équipe terminer cinquième du Championnat de France et se qualifier ainsi pour la Coupe UEFA, ce pour la deuxième année consécutive.
En plus d'une cinquième place en championnat, le RC Lens est trente-deuxième de finaliste de la Coupe de France, seizième de finaliste de la Coupe de la Ligue et huitième de finaliste de la Coupe UEFA.

## Avant-saison

### Transferts
Trois joueurs arrivent au RC Lens à l'inter-saison : Christophe Delmotte, Tony Vairelles et Titi Camara. Les joueurs partants sont Sébastien Dallet, Philippe Brunel, Wagneau Eloi, tous trois en prêt, ainsi que Bernard Héréson. Joël Tiéhi quitte également le RC Lens en cours de saison.

### Préparation d'avant-saison et objectifs
Gervais Martel, le président du RC Lens, souhaite en avant-saison que ses joueurs soient « présents sur tous les tableaux », avec tout particulièrement une place dans la première moitié du classement en championnat.

## Compétitions

### Championnat
La saison de championnat de division 1 1995-1996 a lieu du 18 juillet 1995 au 18 mai 1996. C'est la 58e édition du championnat de France de football et elle oppose 20 clubs au cours de 38 rencontres. C'est la 43e participation du Racing Club de Lens à cette compétition.

#### Déroulement de la saison
Le championnat commence pour le Racing Club de Lens par un match à domicile contre Le Havre AC qui se solde par une victoire lensoise deux buts à zéro, deux buts inscrits par le nouvel arrivant Titi Camara. Après une défaite à l'extérieur puis un match nul à domicile, le RC Lens s'impose un but à zéro sur le terrain de l'AJ Auxerre grâce à Pierre Laigle. La huitième journée voit Lens gagner le derby à l'extérieur contre le Lille OSC par trois buts à un, deux buts étant inscrits par Tony Vairelles et un par Frédéric Meyrieu. Cette victoire amène Lens à la troisième place du championnat derrière le Paris Saint-Germain et le FC Metz au moment où Lens entame son parcours en Coupe UEFA,. Après être monté jusqu'en deuxième position, Lens termine sa première moitié de saison à la quatrième place,.
Le RC Lens entame sa phase retour par deux victoires consécutives contre Metz puis à Strasbourg qui amènent le club en deuxième position du classement,,. L'année 1995 se termine par un match nul contre Auxerre. 1996 commence pour le RC Lens par deux matchs nuls sans but inscrit. Le déplacement à Rennes se solde par une défaite deux buts à un, et voit la série d'invincibilité de Guillaume Warmuz s'arrêter à 330 minutes. Des performances en baisse font descendre l'équipe lensoise jusqu'à la sixième place à la trentième journée,. La victoire à domicile contre Monaco deux buts à un grâce à des réalisations de Frédéric Meyrieu et Éric Sikora sur penalty permet d'envisager une qualification européenne. Lors de la 36e journée, Lens reçoit Montpellier, classé juste derrière Lens en championnat et adversaire direct pour l'enjeu européen. Lens, mené un but à zéro en fin de première mi-temps, inscrit deux buts en deuxième période et remporte le match. Ce match est également marqué par la blessure aux ligaments du genou droit de Warmuz qui est alors indisponible pour plusieurs mois. Le dernier match, disputé sur le terrain du Havre, se joue avec Lens déjà qualifié pour la Coupe UEFA 1996-1997. Lors de ce match, Jimmy Adjovi-Boco a l'occasion de marquer son premier but en première division car ses coéquipiers le laissent tirer un penalty mais son tir est arrêté par le gardien havrais Christophe Revault. Le club lensois, que quitte en fin de saison son entraîneur Patrice Bergues pour la Direction technique nationale, est finalement cinquième. Après la fin du championnat, les Lensois terminent leur saison par un stage en Martinique.

#### Classement final et statistiques
Le Racing Club de Lens termine le championnat à la cinquième place avec 16 victoires, 15 matchs nuls et 7 défaites, ce qui permet au club de se qualifier pour la Coupe UEFA 1996-1997. Lens présente la sixième attaque avec 45 buts et la troisième meilleure défense avec 31 buts encaissés. Le Racing Club de Lens, sixième équipe à domicile avec 40 points, occupe la cinquième place pour le classement à l'extérieur, cette fois avec 23 points.

### Coupe de France
Le RC Lens entre en lice en Coupe de France, comme tous les clubs professionnels de première division, au niveau des trente-deuxièmes de finale. Les Lensois se déplacent le 13 janvier 1996 pour affronter l'AS Monaco. Lens est éliminé à la suite d'un but de Victor Ikpeba en prolongation.
| 32e de finale         | AS Monaco   | 1-0 ap | Lens | Stade Louis-II, Monaco                       |                                              |
| 13 janvier 1996 20:00 | Ikpeba 107e |        |      | Spectateurs : 3 000 Arbitrage : Stéphane Bré | Spectateurs : 3 000 Arbitrage : Stéphane Bré |
| 13 janvier 1996 20:00 | Rapport     |        |      | Spectateurs : 3 000 Arbitrage : Stéphane Bré | Spectateurs : 3 000 Arbitrage : Stéphane Bré |

### Coupe de la Ligue
La Coupe de la Ligue 1995-1996, démarre pour le Racing Club de Lens en seizièmes de finale, comme les autres clubs de division 1, les équipes d'un niveau inférieur passant par un tour préliminaire et/ou un premier tour.
Le tirage au sort des seizièmes de finale amène Lens à se déplacer à Auxerre pour rencontrer l'AJA. Les Lensois sont battus par les Auxerrois deux buts à zéro sur des réalisations en deuxième mi-temps de Fabrice Lepaul et Thomas Deniaud.
| 16e de finale    | AJ Auxerre               | 2-0 | Lens | Stade de l'Abbé-Deschamps, Auxerre |                     |
| 13 décembre 1995 | Lepaul 74e · Deniaud 78e |     |      | Spectateurs : 4 000                | Spectateurs : 4 000 |
| 13 décembre 1995 | Rapport                  |     |      | Spectateurs : 4 000                | Spectateurs : 4 000 |

### Coupe UEFA
La Coupe de l'UEFA met aux prises chaque année sous forme de matchs aller-retour à élimination directe des équipes issues de l'ensemble des pays membres de l'UEFA selon une répartition effectuée à chaque tour par tirage au sort. Cinquième du championnat la saison précédente, cette place permet au RC Lens de se qualifier pour la Coupe UEFA, une première depuis l'édition 1986-1987. Parmi les joueurs, Éric Sikora est le seul joueur de l'effectif à avoir participé à cette précédente incursion européenne lensoise. Certains coéquipiers, Christophe Delmotte, Roger Boli et Mickaël Debève ont déjà joué une coupe d'Europe avec d'autres clubs.
Le tirage au sort amène Lens à affronter au premier tour le club luxembourgeois de l'Avenir Beggen. Le premier match, disputé au stade Félix-Bollaert le 14 septembre, est remporté par les Lensois six buts à zéro. Au retour, c'est cette fois par sept à zéro que Lens remporte le match.
Au tour suivant, le RC Lens se déplace sur le terrain du Tchernomorets Odessa. Après un nul zéro à zéro en Ukraine, Lens se qualifie au retour en gagnant quatre buts à zéro. Après trois buts en première mi-temps de Meyrieu, Vairelles et Déhu, Foé clôture le score à la 77e minute.
Se déplaçant au tour suivant sur le terrain du SK Slavia Prague, les Lensois peuvent en cas de qualification réaliser le meilleur parcours européen de l'histoire du club en atteignant un quart de finale. Après un nul zéro à zéro à l'aller, le score est le même à l'issue du temps réglementaire du match retour à Lens. La prolongation voit Poborský marquer à la 96e minute, ce qui qualifie le club tchèque. Lens est éliminé à la suite de ce premier but encaissé dans la compétition. Cette double confrontation permet à Lens de repérer Vladimír Šmicer, qui intègre le club lensois la saison suivante.

## Joueurs et encadrement technique

### Effectif professionnel
Le tableau ci-dessous reprend l'effectif lensois pour la saison 1995-1996

### Statistiques individuelles
Deux joueurs lensois disputent les 38 matchs de championnat, il s'agit de Christophe Delmotte et de Tony Vairelles. Plusieurs autres joueurs dépassent les 30 rencontres disputées. Ainsi, Titi Camara, Mickaël Debève et Guillaume Warmuz en jouent 36, Frédéric Déhu et Jean-Guy Wallemme en disputent 35, Frédéric Meyrieu, Pierre Laigle et Éric Sikora 34.
Le meilleur buteur en championnat est Tony Vairelles. Vingtième au classement des buteurs, il inscrit 9 réalisations.

### Joueurs en sélection nationale

#### Équipe de France
Pour la première fois depuis Philippe Vercruysse dans les années 1980, un joueur lensois est appelé durant la saison pour évoluer en équipe de France. Il s'agit de Pierre Laigle, qui est présent lors des victoires de la France contre la Grèce puis en Belgique en février et mars 1996,.
Tony Vairelles participe également à neuf matches de l'équipe de France espoirs au cours de la saison.

## Équipe réserve
Pour la saison 1995-1996, l'équipe réserve du RC Lens évolue dans le groupe A du championnat de France de National 2, la quatrième division de football en France. Lens B termine cette saison à la onzième place.